# Alberto Aspesi
Alberto Aspesi (Gallarate, 1944) è uno stilista italiano, fondatore dell'azienda di moda Alberto Aspesi & C..

## Biografia
Alberto Aspesi è nato a Gallarate, in provincia di Varese, fonda la D-Camiceria di Alberto Aspesi nel 1969, per poi cambiare denominazione sociale nel 1973, ribattezzando la propria azienda Bagarre di Alberto Aspesi ed espandendo la produzione per coprire più settori della moda. Nel 1990 l'azienda viene nuovamente rinominata, questa volta semplicemente Alberto Aspesi & C. e si contraddistingue per la produzione dei piumini unisex, e per una linea di abbigliamento semplice e lineare.
Dalla fine degli anni novanta inizia la collaborazione di Aspesi con lo stilista Lawrence Steele. Il primo frutto di questa collaborazione viene presentato nel 1999 e si chiama LSD. Risale a questo periodo il lancio di nuovi modelli di piumini di diverse lunghezze (lunghi anche fino ai piedi), e di materiali lucidi o addirittura argentati. Nel 2007 viene lanciata l'innovativa linea This Is a Door, Here Is a Sea, con la quale Aspesi adegua la propria produzione alle tendenze della moda.  
Nel 2003 il marchio Alberto Aspesi & C. viene venduto dalla Intek alla Grayling, facente parte del gruppo 2G Investimenti.
Nel 2008 Aspesi ha ceduto il 50% delle quote del suo marchio alla società di investimenti Fondo Italiano Investitori Associati, per poi ricomprarle nel 2013 con l'obiettivo di rilanciare il brand concentrandosi sui mercati esteri. Il brand Aspesi oggi conta 15 negozi monomarca in Italia, Spagna, Germania e Giappone.
Nel 2016 Alberto ha ceduto la maggioranza del capitale del brand al fondo italiano Armònia Italy Fund, che ha mantenuto il quartier generale a Legnano. A novembre 2020 lo stilista Lawrence Steele è stato nominato Direttore Creativo. 